# 儲洵
儲洵（1484年—？），字平甫，直隸揚州府泰州人，民籍，明朝政治人物。

## 生平
正德二年（1507年）丁卯科應天府鄉試第七十四名。正德六年（1511年）辛未科進士。官兵部郎中，左迁沔阳知州，累迁福建漳南佥事，致仕归。

## 家族
曾祖父儲□，贈戶知左侍郎；祖父儲信，封戶部左侍郎；父親儲嵐。母范氏。重庆下。
叔父储巏。